# ۳۵۳ (پیش از میلاد)
۳۵۳ (پیش از میلاد) ۳۵۳مین سال قبل از تقویم میلادی است.